# Kalimo'Ok
Kalimo'Ok is een plaats en bestuurslaag op het 4de niveau (kelurahan/desa) in het onderdistrict (kecamatan) Kalianget van het regentschap Sumenep van de provincie Oost-Java, Indonesië. Kalimo'Ok telt 3758 inwoners (volkstelling 2010).
|  |